# Trans Ethiopia
Trans Ethiopia (amharisch ትራንስ ኢትዮጵያ) war ein Fußballverein aus Mek’ele in Äthiopien.

## Geschichte
Der Verein wurde 1975 von dem Transportunternehmen Trans Ethiopia PLC gegründet. Mit der Ligareform und der Gründung der äthiopischen Premier League für die Saison 1997/98 trat der Verein zwei Spielzeiten später in der höchsten Spielklasse in Erscheinung. In ihrer Debütsaison kämpfte die Mannschaft um den Abstieg, konnte sich aber trotz mäßiger Leistungen als Zehntplatzierter in der Liga halten. Auch in den Folgespielzeiten war man lediglich im unteren Mittelfeld oder im Abstiegskampf vertreten.
2003/04 erreichte Trans Ethiopia die bis dato beste Platzierung ihrer Vereinsgeschichte und schloss die Saison mit dem dritten Platz ab. In der Saison 2004/05 wurde Medhane Tadesse mit 19 Treffern Torschützenkönig und der Verein wurde sogar Vize-Meister hinter Saint-George SA.
Nachdem Trans Ethiopia über einige Jahre hinweg sich in den Top 6 der Liga etablieren konnte, musste der Verein leider nach der Saison 2008/09 den Gang in die zweite Liga antreten. Der Verein trat noch für einige Zeit in der zweiten Liga an, wurde aber letztendlich zu einem nicht bekannten Zeitpunkt aufgelöst.

## Stadion
Seine Heimspiele trug der Klub, wie einige andere Vereine aus Mek’ele, im Tigray-Stadion aus, welches eine Kapazität von bis zu 60.000 Plätzen hat.

## Fans
Aufgrund der örtlichen Nähe gab es eine Rivalität zu dem anderen Verein aus Mek’ele, Guna Trading FC.

## Bekannte Trainer
- Sewnet Bishaw